# Filistatinella
Filistatinella crassipalpis es una especie de araña araneomorfa de la familia Filistatidae. Es la única especie del género monotípico Filistatinella.

## Distribución
Es originaria de Laredo en el estado de Texas en Estados Unidos.